# Avhauer
Als Avhauer (oder auch Afhauer geschrieben) wurde einer der beiden Schiffsjungen bei den Heringsfängern der Loggerfischerei bezeichnet. 
Seine Funktion beim Netzeinholen war die Bedienung des Dampfspills, mit dem das Reep eingeholt wurde, an dem das Treibnetz befestigt war. Das Reep wurde drei bis vier Mal um die Trommel gewickelt und das Ende im Reepraum des Loggers vom Reepschießer, dem zweiten Schiffsjungen, sauber aufgerollt (aufgeschossen).

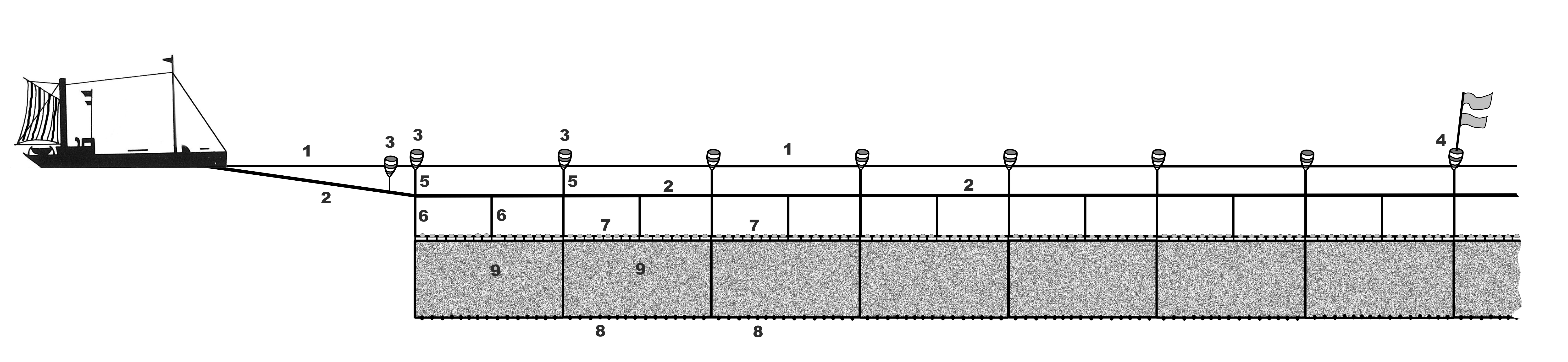
Segellogger mit Heringsfleet. 1: Wasseroberfläche 2: Fleetreep 3: Brails 4: Jonas (am Fleetende und nach jeweils einem Quartel entspr. ca. 15 Netzen) 5: Brailtau, 6m 6: Zeisinge, 8m 7: Sperreep mit Flotjes (Korken) und Staalen 8: Unterwant mit Bleien 9: Netz oder Want, 15x30m